# Paleolityczny styl życia
Rodzaj ludzki ewoluuje od około czterech milionów lat i przez większość tego okresu jego przedstawiciele żyli na terenie Afryki. Jak sugerują między innymi znaleziska archeologiczne, ludzie pierwotni zdobywali pożywienie, polując i zbierając jadalne części roślin. Pod koniec paleolitu przodkowie współczesnych ludzi stopniowo zastąpili gospodarkę łowiecko-zbieracką rolnictwem. W wyniku tej przemiany dieta ówczesnych ludzi znacznie się zmieniła, a ich tryb życia coraz mniej przypominał ten znany z paleolitu. Progresja cywilizacji w ciągu ostatnich dziesięciu tysięcy lat była na tyle dynamiczna, że wśród antropologów pojawiły się obawy, czy ewolucja biologiczna ludzkiego gatunku nadąża za zmianami. Zgodnie z tymi założeniami współczesna dieta i styl życia są niedostosowane do potrzeb organizmu, ponieważ różnią się za bardzo od paleolitycznego stylu życia. Jeżeli dieta i styl życia ludzi z okresu paleolitu są lepiej dostosowane do organizmu ludzkiego, to naśladowanie ludzi pierwotnych pozwoliłoby zachować lepsze zdrowie i sprawność ludziom współczesnym.       
Obecnie polowanie i zbieractwo jest głównym źródłem pokarmu dla nielicznych społeczności świata, ludów zbieracko-łowieckich. Nie mamy jednak pewności, czy ludy te prowadzą ten sam styl życia, co nasi przodkowie w okresie paleolitu. Część mieszkańców rozwiniętych krajów próbuje naśladować styl życia ludzi z okresu paleolitu, mając nadzieję na poprawę zdrowia. Jednakże w subkulturze tej często promuje się zachowania, których pozytywny wpływ na zdrowie jest przeceniony lub niepoparty rzetelnymi dowodami. Gatunek ludzki ewoluował bardzo szybko także w ciągu ostatnich dziesięciu tysięcy lat, dostosowując się do kluczowych zmian w środowisku. Tylko porównanie wiedzy dotyczącej stylu życia pierwszych ludzi ze współczesną wiedzą epidemiologiczną pozwala stwierdzić, które zachowania i jakie elementy diety ludzi pierwotnych są korzystne i warte naśladowania u ludzi współczesnych.

## Paleolityczny styl życia

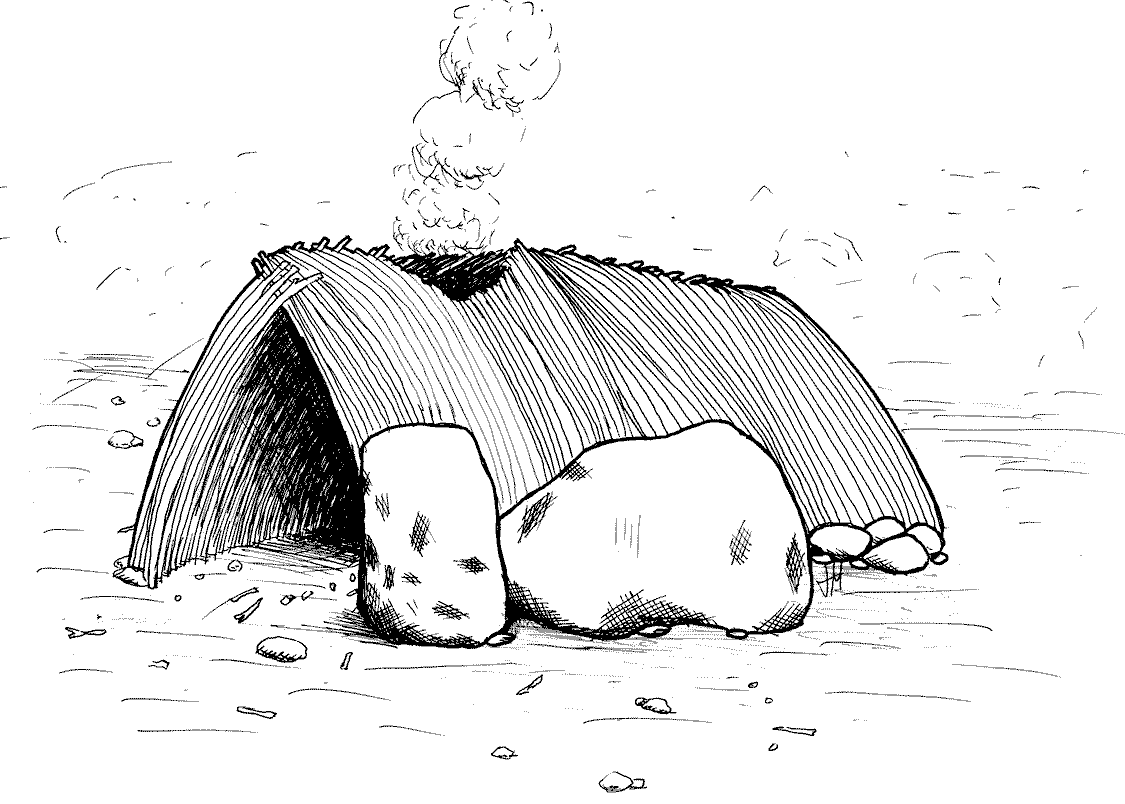
Rekonstrukcja chaty ludzkiej z okresu dolnego paleolitu na stanowisku Terra Amata.

Przodkowie ludzi opuścili lasy równikowe Afryki i zamieszkali na sawannie, gdzie wraz ze zmianami pogody zmieniała się dostępność pożywienia. W środowisku sawanny zachowanie pionowej postawy ciała przynosiło wiele korzyści, ułatwiało ucieczkę przed niebezpieczeństwem i polowanie. Ludzie w okresie paleolitu większą część swojego czasu wykorzystywali na wyczerpującą aktywność fizyczną, polowanie lub zbieranie pokarmu. Bardzo prawdopodobne, że pierwsi ludzie dzielili się sprawowanymi rolami ze względu na płeć, jak ma to miejsce u współczesnych ludów łowiecko-zbierackich. W warunkach tych mężczyźni polują, natomiast kobiety zbierają główną część pokarmu i zajmują się potomstwem. W razie potrzeby kobiety z powodzeniem przejmują wszystkie role, sprawowane tradycyjnie przez mężczyzn. Przypuszcza się, że podział ról płciowych wczesnych społeczeństw umożliwił kobietom wynalezienie ogrodnictwa i rolnictwa.    
Mężczyźni są agresywniejsi od kobiet i prawdopodobnie prowadzili oni na wczesnym etapie rozwoju ludzkości międzyplemienne walki, odpowiednik dzisiejszych wojen. Możliwe, że paradoksalnie wrogość pomiędzy grupami umożliwiła rozwój zachowań socjalnych i altruizmu. Zachowania typowe dla współczesnych ludzi mogły też rozwinąć się dzięki specyficznej demografii w późnym plejstocenie.      
Pierwsi ludzie byli bardzo aktywni fizycznie, prawdopodobnie biegali na długich dystansach, bez butów. Badania sugerują, że bieganie boso zmniejsza ryzyko urazów stóp i nóg oraz poprawia zdrowie. Biegający boso stosują zwykle inną technikę, niż biegający w specjalistycznym obuwiu. Biegają oni stąpając na palcach lub środku stopy, podczas gdy wysokie podeszwy pięt w standardowych butach do biegania sprawiają, że biegacze stąpają na pięty. Ten styl biegania w obuwiu zwiększa obciążenie stawów kolanowych i zwiększa ryzyko urazów.      
Ludzie w okresie paleolitu nie korzystali ze sztucznego oświetlenia,  cykl dobowy organizmu człowieka i innych zwierząt dostosowany jest do fotoperiodu. Korzystanie z dodatkowych źródeł światła wieczorem, żarówek, świetlówek, monitorów i ekranów urządzeń elektronicznych, zaburza cykl hormonalny przyczyniając się do zaburzeń snu oraz raka, cukrzycy, chorób serca i otyłości.      
Toalety są relatywnie nowym wynalazkiem, wcześniej ludzie załatwiali potrzeby fizjologiczne głęboko kucając. Pojawiły się więc przypuszczenia, że załatwianie się na toaletach sprzyja bólom i chorobom stawów kolanowych.

## Ewolucja człowieka rozumnego

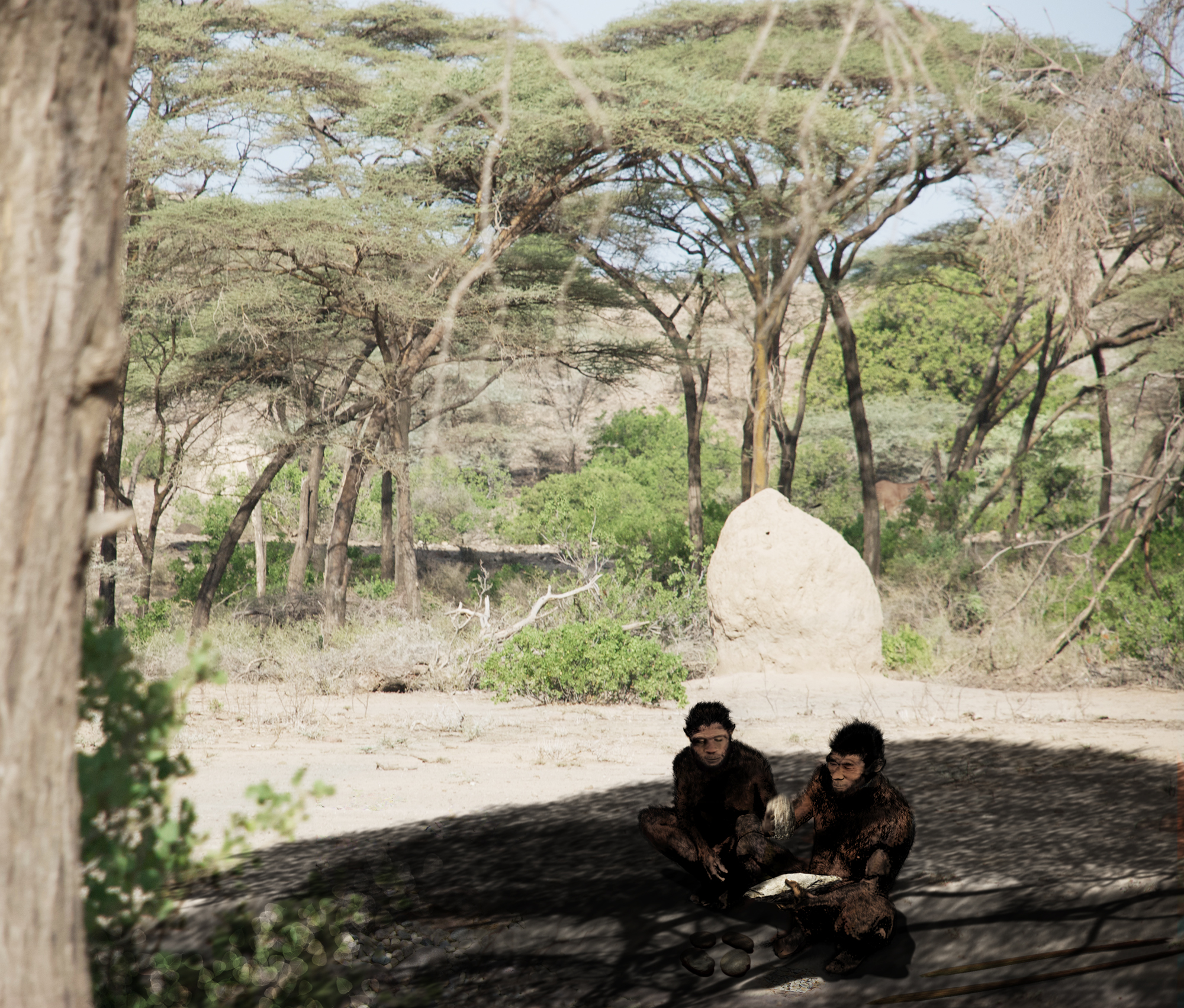
Homo erectus.

Gatunek ludzki ewoluuje nieprzerwanie w całej swojej historii, także w ciągu ostatnich kilku tysięcy lat. DNA najbliższych krewnych ludzi, szympansów, jest różne w około 5%.  
Hipoteza o wrodzonej agresji współczesnych mężczyzn nie ma potwierdzenia w obserwacjach. Przedstawiciele gatunku ludzkiego są coraz łagodniejsi w swojej historii, co wydaje się być przystosowaniem do życia w dużych, społecznych grupach. Bardziej przyjazne nastawienie było jednym z czynników, które umożliwiły dynamiczny rozwój cywilizacji. O łagodniejszej naturze świadczą m.in. sfeminizowane czaszki ludzi współczesnych, w porównaniu z czaszkami ludzi pierwotnych.  
Ekspresja genu ACTN3 poprawia metabolizm, zwiększając wydolność mięśni, m.in. u ludzi. Gen ten rozprzestrzeniał się szybko w populacji ludzi pierwotnych, prawdopodobnie jako odpowiedź na wyczerpujące biegi podczas polowań.  
Ponieważ człowiek wcześnie w historii opanował sztukę rozpalania ognia, od długiego czasu liczne pokolenia ludzi narażone były na zanieczyszczenia powietrza, powstające w procesie spalania. Pojawiła się więc hipoteza, w myśl której selekcja naturalna doprowadziła do wykształcenia odporności na zanieczyszczenia powietrza. Rzeczywiście częstotliwość raka płuc jest niższa u ludzi zamieszkujących tereny, na których przodkowie korzystali z ognisk. Jednakże współcześnie ryzyko przedwczesnej śmierci, szczególnie w wyniku chorób płuc, jest większe u ludzi żyjących na obszarach o silnie zanieczyszczonym powietrzu.   

### Zdrowie ludzi w okresie paleolitu
Często przytaczanym argumentem na rzecz prowadzenia paleolitycznego stylu życia jest zdrowie ludzi pierwotnych. Ludzie pierwotni mieliby rzadziej chorować, jednakże badania wskazują, że cierpieli oni z powodu różnorodnych chorób. Oczekiwana dalsza długość trwania życia człowieka w okresie paleolitu była krótsza niż obecnie. Z powodu warunków sanitarnych w tym okresie była też znacznie wyższa śmiertelność niemowląt i dzieci. Ludzie pierwotni chorowali na gruźlicę i częściowa odporność na tę chorobę zaczęła pojawiać się, dopiero gdy powstawały miasta.

## Dieta paleolityczna

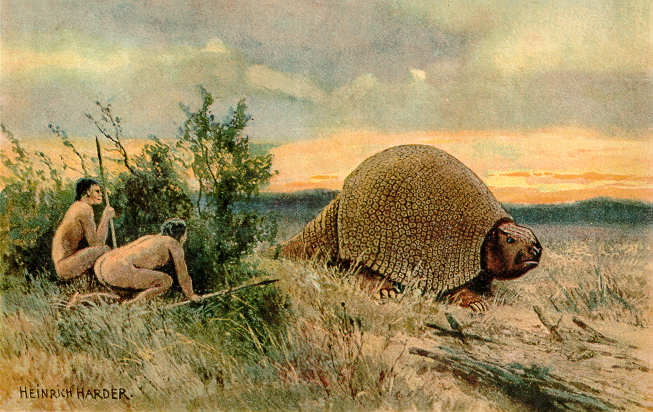
Pierwsi ludzie polowali na duże ssaki, prawdopodobnie przyczyniając się do ich wyginięcia.

Około 65–70% pokarmu zjadanego przez ludzi w okresie paleolitu stanowiły nieprzetworzone owoce, nasiona roślin strączkowych, orzechy i inne rośliny oprócz zbóż. Pozostała część pokarmu zjadanego przez ludzi pierwotnych pochodziła od zwierząt. Ludzie polowali głównie na duże ssaki, prawdopodobnie przyczyniając się do ich wyginięcia. Ważnym składnikiem diety były też owady i larwy. Pierwotni ludzie, zanim rozwinęli ogrodnictwo i rolnictwo, polegali na zróżnicowanych źródłach pożywienia, zależnych w dużej mierze od zmiennych warunków środowiskowych. Ich dieta była więc bardzo różnorodna. Składała się też z roślin i zwierząt, które dziś praktycznie nie występują, dlatego wierne naśladowanie paleolitycznej diety jest współcześnie niemożliwe.  
Pod koniec paleolitu ludzie stopniowo zastąpili polowania i zbieractwo rolnictwem. Uprawa roślin wymusiła zmiany w stylu życia oraz w sposobie odżywiania i od tej pory ważnym składnikiem diety stały się zboża. Ponieważ zmiana sposobu odżywiania była znaczna, pojawiły się przypuszczenia, że dieta oparta na zbożach może przyczyniać się do pogorszenia zdrowia. Dostępne dane nie wykazały jednak, by rozwój rolnictwa zwiększył śmiertelność czy częstotliwość chorób u ludzi, nawet jeśli pierwsi rolnicy radzili sobie nieco gorzej, niż ówcześni łowcy-zbieracze. Kobiety u współczesnych, prymitywnych plemion rolniczych mają więcej dzieci, niż kobiety we współczesnych plemionach zbieracko-łowieckich.   
W okresie paleolitu dostępność pokarmu zależała od zmiennych warunków środowiskowych, dlatego pierwsi łowcy zbieracze często głodowali. Dziś ludzie, którzy mają łatwy dostęp do pożywienia często jedzą nadmiar kalorii, co prowadzi do otyłości. Skłonność tę tłumaczy się specyficznymi uwarunkowaniami ewolucyjnymi. Badania na zwierzętach oraz wstępne badania na ludziach pokazują, że ograniczenie kalorii poprawia ogólne zdrowie organizmu, wydłużając średnią długość życia. Co najmniej równe skuteczne jak ograniczenie kaloryczności diety wydają się tzw. przerywane posty, naprzemiennie dni z ograniczeniem kalorii i bez ograniczeń. Ludzie stosujący przerywane posty są wyraźnie zdrowsi od ludzi, którzy jedzą tradycyjnie.   
Ludzie z okresu paleolitu z całą pewnością nie stosowali suplementów diety, takich jak preparaty multiwitaminowe i mineralne. Przeprowadzone na dużą skalę badania pokazały, że u dobrze odżywionych ludzi długotrwałe stosowanie preparatów multiwitaminowych i mineralnych nie przynosi żadnych wymiernych korzyści zdrowotnych, a zażywanie witaminy A i E może nawet pogarszać zdrowie.   
Owoce dostępne w okresie przedagrarnym zawierały małe ilości cukru, a pierwsi ludzie prawdopodobnie zjadali je także na wpół sfermentowane, zawierające niewielkie ilości alkoholu. Alkohol stanowi źródło energii i w małych ilościach wydaje się przynosić pewne korzyści zdrowotne.    
Badania sugerują, że skład flory jelitowej ludzi w okresie paleolitu był inny, niż współczesnych przeciętnych członków społeczeństw zurbanizowanych. Oznacza to, że mieli oni inne możliwości trawienia i przyswajania składników odżywczych.
Dieta paleo zalicza się do diet bezglutenowych. Dieta ta zajęła ostatnie 35 miejsce (zdobywając tyle samo punktów, co dieta Dukana) w rankingu U.S. News & World Report. Oceniano wpływ na zdrowie i stratę wagi, oceniali eksperci. Dietetycy uważają ją za dietę źle zbilansowaną (za duży nacisk na mięso, rezygnacja z nabiału i produktów zbożowych). Podoba im się rezygnacja z cukru i ograniczenie soli. Rezygnacja z nabiału może doprowadzić do niedoboru wapnia w organizmie.

### Pokarm roślinny
Podstawowym pokarmem ludzi w okresie paleolitu były prawdopodobnie dzikie owoce i jadalne części roślin, zjadane głównie na surowo. Zakłada się, że pożywiali się oni dużą liczbą różnorodnych gatunków, występujących sezonowo, niepodobnych do gatunków owoców i warzyw, jakie znamy współcześnie. Przodkowie ludzi jedli też twarde pokarmy, liście, drewno, korę, trawy i turzyce. Rośliny zawierają różnorodne związki fitochemiczne, z których część poprawia zdrowie organizmu. Szczególnie bogate w te związki są owoce i warzywa, także owoce roślin zjadanych przez ludzi w czasach paleolitu. Istnieją mocne dowody na to, że zjadanie pięciu porcji surowych warzyw i owoców dziennie minimalizuje ryzyko przedwczesnej śmierci i zmniejsza ryzyko chorób chronicznych i cywilizacyjnych.

### Mięso
Ludzie w okresie paleolitu prawdopodobnie spożywali duże ilości mięsa, większe niż dzisiejsze ludy łowiecko-zbierackie. Ponieważ mięso dzikich zwierząt zawiera duże ilości łatwo przyswajalnych składników odżywczych, pojawiły się hipotezy, że jedzenie dużych ilości mięsa przyczynia się do poprawy zdrowia i było też kluczowym elementem umożliwiającym ewolucję dużego, ludzkiego mózgu. Zdania na ten temat są jednak podzielone. Część antropologów sądzi, że to nie mięso dzikich zwierząt, ale kwasy tłuszczowe zawarte w mięsie ryb, gadów, płazów, w owadach i jajach umożliwiły gwałtowny rozwój mózgu. W pewnym momencie historii ludzkość wynalazła ogień i zaczęła przetwarzać żywność, gotując oraz piekąc mięso i twarde części roślin. Przetwarzanie żywności zwiększyło jej odżywczość i prawdopodobnie przyczyniło się do gwałtownego rozwoju mózgu u wczesnych ludzi. 

### Mleko
Na przełomie paleolitu i neolitu ludzie coraz częściej uprawiali rośliny, udomowili też bydło i inne zwierzęta hodowlane. Prawdopodobnie ze względu na specyficzny podział ról płciowych, to kobiety były pionierkami w produkcji rolniczo-hodowlanej. Krowy mleczne i inne zwierzęta w tym okresie były źródłem nowego, nieznanego wcześniej rodzaju pokarmu – mleka. Chociaż produkty mleczne zawierają wszystkie niezbędne składniki odżywcze, pojawiły się głosy, że nie są one dobrym pokarmem dla dorosłych ludzi. W grupach ludzi, którzy wypijają więcej niż trzy szklanki mleka dziennie, ryzyko przedwczesnej śmierci i złamań jest wyższe, niż w grupach spożywających małe ilości produktów mlecznych. Pewne dowody wskazują też na to, że dieta bogata w wapń, który jest głównym składnikiem mleka, może przyczyniać się do rozwoju raka prostaty u mężczyzn. Ryzyko pojawia się głównie, gdy spożywa się więcej niż 1-2 szklanki przetworzonego, np. odtłuszczonego mleka dziennie. Ponieważ produkty mleczne zawierają cenne składniki odżywcze, na przykład witaminę D3 oraz białko o wysokiej przyswajalności, organizacje zajmujące się odżywianiem zalecają spożywanie jednej szklanki lub dwóch szklanek mleka dziennie, najlepiej w formie zawierającej probiotyki (np. jogurtu, kefiru lub maślanki).
Mleko ssaków zawiera laktozę, dwucukier, którego nadmiar w diecie u części dorosłej populacji ludzi wywołuje nietolerancję laktozy. Nietolerancja objawia się objawami gastrycznymi po spożyciu produktów mlecznych, biegunką, bólami brzucha, ostrymi wzdęciami, nudnościami, a w efekcie ogólnym pogorszeniem zdrowia. Geny odpowiadające za trawienie laktozy rozprzestrzeniały się bardzo szybko w tych populacjach ludzi, które szeroko wykorzystywały mleko jako źródło pokarmu. U ludzi tolerujących laktozę produkty mleczne spożywane z umiarem są dobrym źródłem składników odżywczych i nie ma mocnych dowodów na to, że przyczyniają się do powstawania chorób.

### Zboża
Nowym rodzajem pokarmu, jaki ludzie zaczęli spożywać po okresie paleolitu, są zboża. Nasiona zbóż zawierają m.in. złożone węglowodany, dziś są głównym źródłem pokarmu na świecie. Ponieważ zboża mają odmienny skład od przeciętnej, paleolitycznej diety, pojawiły się przypuszczenia, że ich jedzenie przyczynia się do chorób dziąseł i zębów. W praktyce jednak chorobom dentystycznym sprzyjają proste cukry oraz miękkie pokarmy, jakie współcześnie się spożywa, w przeciwieństwie do twardych i szorstkich nasion, orzechów i owoców, które spożywali ludzie pierwotni.
Organizm ludzki szybko ewoluował, dostosowując się do trawienia złożonych węglowodanów. Niektóre gatunki bakterii jelitowych ludzi biorących udział w trawieniu węglowodanów, mogły pożyczyć część odpowiedniego kodu genetycznego na drodze poziomego transferu genów od bakterii zamieszkujących pewien gatunek wodorostów. Istnieją dowody na to, że przynajmniej neandertalczycy spożywali bogate w skrobię części roślin, możliwe też, że ludzie produkowali mąkę i wypiekali coś podobnego do chleba już 25-30 tys. lat temu, na długo przed nadejściem ery rolniczej. 
W populacjach, które po okresie paleolitu przestawiły się na gospodarkę rolniczo-hodowlaną, obserwuje się większe rozprzestrzenienie korzystnych genów. W populacjach tych częściej występuje odmiana genu NAT2, odpowiadającego za kodowanie enzymów ułatwiających rozkład niektórych toksycznych substancji. Pośród pierwszych społeczności rolniczych szybko pojawiły się i rozprzestrzeniły geny ułatwiające trawienie skrobi. Do genów tych należą geny kodujące amylazy, enzymy ślinowe rozkładające złożone węglowodany, dziś powszechne u ludzi.

## Aktywność fizyczna w okresie paleolitu

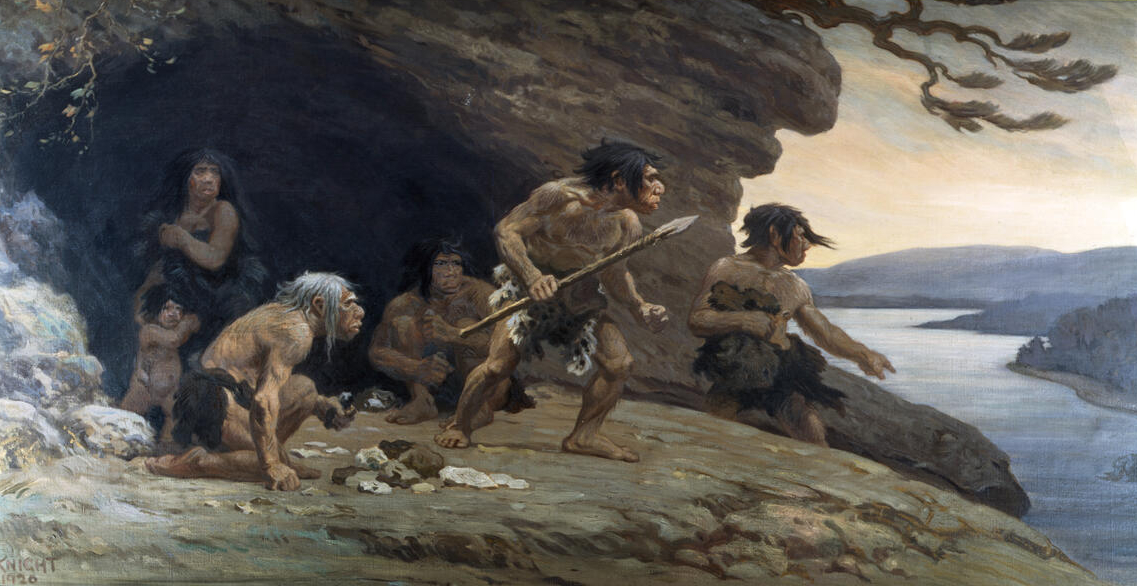
Pierwsi ludzie prowadzili bardzo aktywny tryb życia. Wiele wskazuje na to, że polowali uporczywie biegając przez wiele godzin za swoimi ofiarami.

Tym, co najbardziej odróżnia współczesnych ludzi od przodków z okresu paleolitu, jest ilość aktywności fizycznej w obu tych grupach. Ludzie przed wynalezieniem rolnictwa spędzali wiele godzin każdego dnia intensywnie polując lub zbierając jadalne części roślin. Współcześnie przeciętny człowiek prowadzi głównie siedzący tryb życia, co zwiększa ryzyko chorób serca i innych, bez względu na pozostałą ilość aktywności fizycznej. Wiemy np., że kości ludzi współczesnych są słabsze i bardziej podatne na złamania, niż kości ludzi pierwotnych, czy nawet współczesnych szympansów. Wynika to prawdopodobnie z siedzącego trybu życia. W okresie późnego paleolitu gatunek ludzki ewoluował w warunkach nieustannej aktywności fizycznej, dlatego geny współczesnego człowieka są niedostosowane do braku ciągłej aktywności. 
Najważniejszą formą aktywności fizycznej pierwszych ludzi był prawdopodobnie długotrwały, niezbyt intensywny bieg. Ludzie posiadają szereg biologicznych przystosowań do długotrwałego biegu, takich jak specyficzna budowa stóp, brak optymalnej szybkości biegu, wydajny system chłodzenia organizmu, itp. Biegacze i sportowcy przy długotrwałym biegu odczuwają stan zbliżony do euforii. Możliwe, że pierwsi przedstawiciele Homo sapiens, podobnie jak współcześni łowcy-zbieracze, biegali za zwierzyną na długich dystansach, aż ta nie padła ze zmęczenia (hipoteza uporczywego polowania), co wychodziło im lepiej, niż neandertalczykom. Z drugiej strony istnieją dowody na to, że pierwsi ludzie radzili sobie doskonale jako drapieżcy, którzy atakowali swoje ofiary, przygotowując zasadzki.
Współczesne, zakrojone szeroko badania epidemiologiczne potwierdzają hipotezę o pozytywnym wpływie aktywności fizycznej na zdrowie. Nawet mała ilość aktywności fizycznej zmniejsza ryzyko przedwczesnej śmierci i chorób, zmniejsza też ryzyko demencji i poprawia pamięć. Im więcej aktywności w ciągu dnia, tym lepiej.

## Paleolityczne społeczeństwo

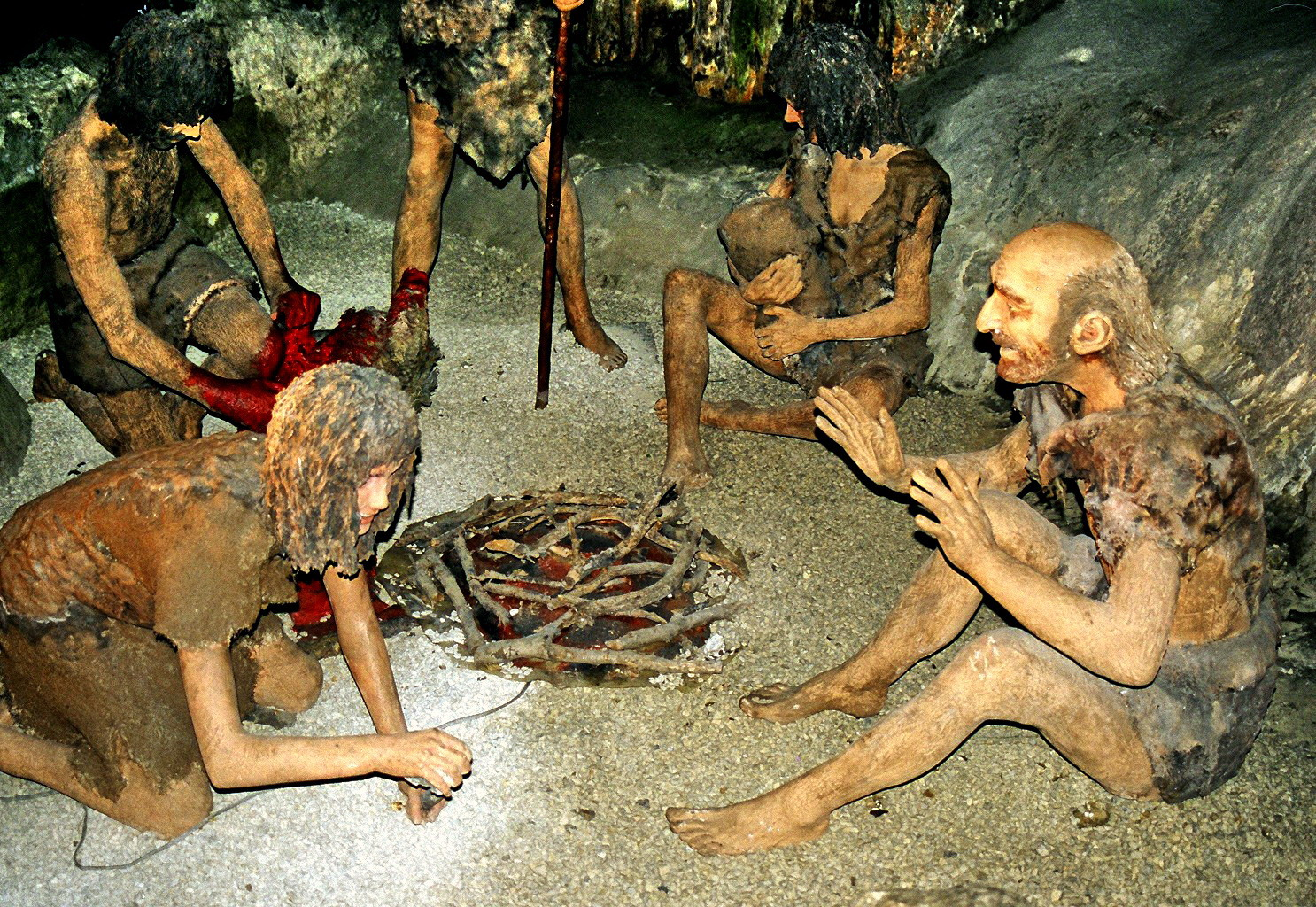
Część antropologów sądzi, że rola kobiet w rozwoju cywilizacji ludzkiej jest niedoceniana. Możliwe, że wynalazły one rolnictwo, hodowlę zwierząt oraz zapewniały przetrwanie potomstwa.

Przodkowie ludzi z okresu paleolitu najprawdopodobniej dzielili się rolami społecznymi ze względu na płeć. W warunkach tych pomiędzy rolami seksualnymi mężczyzn i kobiet występuje konflikt, dlatego pojawiły się przypuszczenia, że ludzie, szczególnie mężczyźni, są nieprzystosowani do życia w długotrwałych, monogamicznych związkach. Badania i obserwacje podważyły tę hipotezę. Stosunek średniej wielkości jąder do masy ciała u mężczyzn nie wskazuje na silną rywalizację, charakterystyczną dla naczelnych praktykujących promiskuityzm. Wśród współczesnych społeczeństw konflikt płciowy na tle rodzicielstwa nie występuje, jeśli dostępne są zasoby umożliwiające przetrwanie. Także zachowania homoseksualne pomiędzy kobietami i mężczyznami znajdują swoje uzasadnienie w strukturze społecznej zbiorowisk pierwszych ludzi. 
Mężczyźni dzielili się łupem zdobytym w czasie polowań z potomstwem i kobietami, prawdopodobnie budując w ten sposób swój status społeczny. Dostarczali w ten sposób znacznej części żywności. Przypuszcza się, że u ludzi mężczyźni przejmowali też część obowiązków związanych w wychowywaniem potomstwa. Ojcostwo obniża poziom testosteronu u mężczyzn, co prawdopodobnie ułatwia długotrwałą opiekę nad potomstwem. Przykładne ojcostwo w długotrwałym związku jest u ludzi jedną z najefektywniejszych strategii rozrodczych mężczyzn. 
Wśród współczesnych naczelnych występują bardzo zróżnicowane zachowania seksualne. Samce rywalizujące o samice są zwykle stosunkowo od nich większe (np. goryle, szympansy), niż u gatunków, gdzie samce nie prowadzą walk i rywalizacji o dostęp do samic (np. bonobo, gibbony). U ludzi współczesnych stosunek średniej wielkości mężczyzn do kobiet jest pośredni, co wskazuje na mieszane zachowania. Monogamia jest powszechniejsza u ludzi, niż inne formy związków i prawdopodobnie sięga korzeniami dalej, niż najstarsze teksty pisane.  
Wielu współczesnych antropologów twierdzi, że dotychczas nie doceniano roli kobiet w ewolucji gatunku ludzkiego i rozwoju cywilizacji. W okresie paleolitu to kobiety były prawdopodobnie głównymi dostarczycielkami żywności przynajmniej w części ówczesnych społeczności, ponieważ polowania nie zawsze kończyły się sukcesem. Możliwe, że starsze kobiety po menopauzie zajmowały się potomstwem swoich córek, ułatwiając ich rozwój. Przez specyficzny podział ról płciowych, to prawdopodobnie kobiety wynalazły kluczowe elementy społeczne, umożliwiające dynamiczne zwroty w rozwoju cywilizacji, takie jak rolnictwo, hodowlę zwierząt, garncarstwo, koszykarstwo, tkactwo, a nawet przetwórstwo drewna i budownictwo. Kobiety mają też prawdopodobnie nieco większy udział w rozpraszaniu genów niż mężczyźni.   
Ludzie w okresie paleolitu żyli w społecznościach opartych na skomplikowanych więziach socjalnych, co było odpowiedzią na specyficzne warunki środowiskowe i duży mózg. Więzi takie są konieczne, ponieważ czas w jakim człowiek osiąga dojrzałość jest bardzo długi. Ludzie pierwotni szybko rozprzestrzeniali się dzięki temu, że mogli liczyć na pomoc rodziny w wychowywaniu potomstwa. Współcześni ludzie chętniej zakładają rodziny, jeśli mogą liczyć na pomoc swoich rodziców przy wychowywaniu wnuków. Także nastolatki mogły mieć udział w wychowywaniu młodszego rodzeństwa w okresie paleolitu. Badania sugerują, że zachowywanie więzi socjalnych, przyjaźni i związków małżeńskich sprzyja zdrowiu i zmniejsza ryzyko przedwczesnej śmierci.     
Istnieją pewne różnice pomiędzy sposobem, w jaki wychowują potomstwo ludzie współcześni w zachodniej kulturze oraz w jaki wychowywali potomstwo ludzie pierwotni. Matki w okresie paleolitu prawdopodobnie spały razem ze swoimi niemowlętami, dziś zdarza się, że dzieci i rodzice śpią w osobnych pomieszczeniach. Zaobserwowano, że niemowlęta śpiące razem z matkami są karmione częściej, dzięki czemu lepiej rosną. W niektórych społecznościach łowiecko-zbierackich dzieci płaczą rzadziej, niż w kulturze zachodniej. Matki, ale też inni członkowie rodziny lub plemienia, reagują szybko na prawie każdy płacz dziecka, natomiast w zachodnich społeczeństwach czasami uczy się, by pozwolić dziecku się wypłakać.

## „Mózg społeczny”
Modele struktur dużych społeczności przedludzkich i ludzkich (większych od rodziny) opracował m.in. Robin Dunbar, twórca „hipotezy mózgu społecznego”. Jedną z podstaw tej hipotezy była zaobserwowana korelacja między wielkością grup hominidów, a proporcją objętości kory nowej mózgu i płata czołowego (miejsca zaawansowanych procesów poznawczych) do rozmiaru podkorowej części mózgu (obrazowanie mózgu dzisiejszych ludzi potwierdziło, że analogiczna korelacja występuje współcześnie). 
Oparty na koncepcji „mózgu społecznego” model struktury społeczności ludzkiej ma formę koncentrycznych kręgów, których liczebności tworzą szereg geometryczny o ilorazie ok. 3: 

- 5 – osoby najbliższe, połączone najsilniejszymi więziami, którym poświęcamy ok. 40% „budżetu społecznego” (wydatków czasowych i emocjonalnych),
- 15 – bliscy przyjaciele
- 50 – dobrzy znajomi
- 150 – znajomi
- 500 – dalsi znajomi
- 1500 – liczba twarzy, którym jesteśmy w stanie przypisać imię i nazwisko

Wykazano, że wartość ok. 150 można uznać za naturalny rozmiar ludzkich społeczności w różnych okresach ich rozwoju; przytoczono m.in. przykłady: 

- wioski neolityczne Bliskiego Wschodu – 150–200
- średni rozmiar klanu w społecznościach zbieracko-łowieckich — 165
- angielska wioska z XVIII w. (średnia) – 167,
- jednostka produkcyjna w fabryce Gore-Tex. Inc. – 150
- kompania w czasie II wojny światowej (wartość średnia) – 180

Robin Dunbar skomentował m.in.:
Być może nie jest przypadkiem, że 150 to niemal dokładnie liczba żyjących potomków (czyli członków trzech żyjących pokoleń: dziadków, rodziców i dzieci) pojedynczej pary przodków dwa pokolenia wstecz (czyli pra-pradziadków) w społeczeństwie egzogamicznym…

Więzi powstają dzięki częstym kontaktom. U małp kosztem społecznym tworzenia więzi jest czas poświęcany na wzajemne iskanie, u wczesnych ludzi siła tych więzi prawdopodobnie zależała przede wszystkim od czasu wspólnie spędzanego przy ogniskach, na grupowym gotowaniu i jedzeniu, snuciu wieczornych opowieści oraz śmiechu, śpiewaniu i tańczeniu. Silne więzi w „bandach” lub „grupach ogniskowych” zapewniały trwałość społeczności liczących ponad 100 członków. Znajdowały wyraz w skłonności do wzajemnej pomocy, często bezinteresownej – zachowań altruistycznych, nie zawsze związanych z bliskim pokrewieństwem.